# Коллинз, Дэвид (лейтенант-губернатор)
Дэвид Коллинз (англ. David Collins; 3 марта 1756, Лондон, Англия — 24 марта 1810, Хобарт, Земля Ван-Димена, Австралия) — британско-австралийский морской офицер и политик, 1-й лейтенант-губернатор Земли Ван-Димена (1804—1810), нынешней Тасмании.

## Биография
Дэвид Коллинз родился в Лондоне 3 марта 1756 года (по другим данным, 3 марта 1754 года). Он был третьим ребёнком в семье морского офицера Артура Тукера Коллинза (Arthur Tooker Collins) и Генриетты Кэролайн Коллинз, урождённой Фрэзер (Henrietta Caroline Collins, née Fraser). В 14 лет он начал свою военную службу в качестве энсина, а 20 февраля 1871 года ему было присвоено звание второго лейтенанта. В июне 1775 года он получил звание первого лейтенанта. К ноябрю 1776 года он служил в Галифаксе (Новая Шотландия).
В 1788—1796 годах был секретарём губернатора, судьёй-адвокатом и вице-губернатором в первом британском поселении в Австралии.
16 февраля 1804 года Дэвид Коллинз, назначенный первым лейтенант-губернатором Земли Ван-Димена, прибыл  к поселению Рисдон-Коув (Risdon Cove) на восточном берегу реки Деруэнт, которое было основано в сентябре 1803 года лейтенантом Джоном Боуэном и его отрядом. Коллинз остался недоволен выбранным местом, и через некоторое время переехал со своими спутниками на западный берег реки Деруэнт— на место, которое получило название Салливэн-Коув и вокруг которого впоследствии был построен город Хобарт, нынешняя столица Тасмании. 20 февраля 1804 года — дата высадки Дэвида Коллинза и его отряда у Салливэн-Коув — считается днём основания Хобарта.
Дэвид Коллинз скончался 24 марта 1810 года в Хобарте (предположительно, от сердечного приступа). Он был похоронен в Хобарте.

## Память
- В честь Коллинза названы Коллинз-стрит в Хобарте[7] и Коллинз-стрит в Мельбурне[8].

- В его честь в Хобарте был воздвигнут Кафедральный собор Святого Дэвида (англ. St David's Cathedral)[5].

## Образ в кино
- «Изгнанники» (2015)

## Сочинения
- David Collins, An account of the English colony in New South Wales, London, 1804  (англ.)